# オンコス
オンコス（古希: Ὄγκος, Onkos, 英: Oncus）あるいはオンキオス（古希: Ὄγκιος, Onkios, 英: Oncius）は、ギリシア神話の人物である。アポローンの子。アルカディア地方の西部を流れるラードーン川流域のオンケイオンの王とされる。この都市はテルプーサの近くにあった。

## 神話
デーメーテールが攫われた娘ペルセポネーを探して放浪していたときのこと、ポセイドーンがデーメーテールに言い寄ろうと後を追いかけてきた。そこでデーメーテールは牝馬に変身し、オンコス王の牝馬の群の中に紛れて、ポセイドーンの目を欺いた。しかしポセイドーンはデーメーテールの変身に気づくと、自らも牡馬に変身し、女神と交わった。これにはデーメーテールも激怒したので、テルプーサではデーメーテールをエリニュスあるいはルーシアーと呼ぶようになった。この交わりによってデーメーテールは1人の娘と、神馬アリオーンを生んだ。神馬アリオーンはオンコス王の所有するところとなったが、エーリス人と戦争するヘーラクレースが馬を1頭求めた際に、オンコス王から英雄に贈られ、その後ヘーラクレースはアルゴス王アドラーストスに贈った。